# Myotis ikonnikovi
Myotis ikonnikovi — вид рукокрилих роду Нічниця (Myotis).

## Опис
Довжина передпліччя 3-3,5 см, вухо коротше — 1,3 см, розмах крил  - 19-22 см, уздовж основи шпори невисокий виступ (на відміну від звичайної і вусатої нічниць). Верх чорний з золотисто-бурими кінчиками шерстинок, низ коричнево-сірий. Край крилової перетинки прикріплюється до зовнішнього пальця ступні. Епіблеми немає. Вуха великі, крила широкі, тупі. Вуха прикриті спеціальними вкладишами - козелками. Козелок прямий, довгий, вузький, загострений.

## Поширення, поведінка
Проживання: Японія, Казахстан, Корея, Корейська Народно-Демократична Республіка, Монголія, Російська Федерація. Мешкає в гірських лісах. Лаштує сідала в дуплах дерев, тріщинах скель. Зимує в різних підземних притулках. Харчується літаючими комахами пролітаючи низько над землею і лісовими річками.